# Фейлінії
Фейлінії (Feylinia) — рід африканських сцинків із родини Сцинкових. Має 5 видів. Інша назва «сліпі сцинки».

## Опис
Загальна довжина представників цього роду сягає 35 см. Колір шкіри темного забарвлення. Луска черепицеподібна. Практично у всіх фейліній очі вкриті шкірою, які просвічуються крізь неї у вигляді темних плям. Вони не мають ніг. Зовнішні отвори вух відсутні. Не мають черепних дуг. Лапи слабко виражені, передній пояс кінцівок є рудиментом. Хвіст короткий і притуплений на кінці.
Полюбляє тропічні та екваторіальні ліси. Значну частину життя проводять під землею, де риють довгі лази та нори. також ховаються під деревами серед гнилого листя. Живляться комахами та їх личинками, в першу чергу термітами.
Це живородні ящірки. Народжується за 1 раз 2—3 молодих сцинків разміром до 3 см.

## Розповсюдження
Мешкають в екваторільних та деяких районах південної Африки.

## Види
- Feylinia currori
- Feylinia elegans
- Feylinia grandisquamis
- Feylinia macrolepis
- Feylinia polylepis